# Королевский английский полк
Королевский английский полк (англ. Royal Anglian Regiment (R ANGLIAN)) — пехотный полк Британской армии, состоящий из двух регулярных батальонов и одного резервного батальона. Отсчитывает свою историю с 1685 года, в современном виде был сформирован в 1964 году, что делает его старейшим из линейных полков, действующих в настоящее время в британской армии. Он был первым из «больших» пехотных полков и является одним из трёх полков Дивизии Её Величества.

## История
Полк был сформирован 1 сентября 1964 года как первый из новых «больших» пехотных полков путем объединения четырёх полков Восточноанглийской бригады:
- 1-й (норфолкско-саффолкский) батальон — 1-й батальон 1-го восточноанглийского полка[англ.] (королевский норфолкско-саффолкский) (1st East Anglian Regiment (Royal Norfolk and Suffolk))
- 2-й (собственный герцогини Глостерской линкольнширско-нортгемптонширский) батальон — 1-й батальон 2-го восточноанглийского полка[англ.] (Собственный герцогини Глостерской линкольнширско-нортгемптонширский) (2nd East Anglian Regiment (Duchess of Gloucester’s Own Royal Lincolnshire and Northamptonshire)
- 3-й (16-й/44-й пехотный) батальон — 1-й батальон 3-го восточноанглийского полка[англ.] (16-й/44-й пехотный) (3rd East Anglian Regiment (16th/44th Foot))
- 4-й (лестерширский) батальон — 1-й батальон Королевского лестерширского полка[англ.] (Royal Leicestershire Regiment).

Королевский английский полк был создан для того, чтобы служить в качестве окружного полка в следующих графствах Восточной Англии и Восточного Мидленда, откуда рекрутируется личный состав:
- Бедфордшир
- Кембриджшир
- Лестершир
- Линкольншир
- Нортгемптоншир
- Норфолк
- Ратленд
- Суффолк
- Хартфордшир
- Эссекс

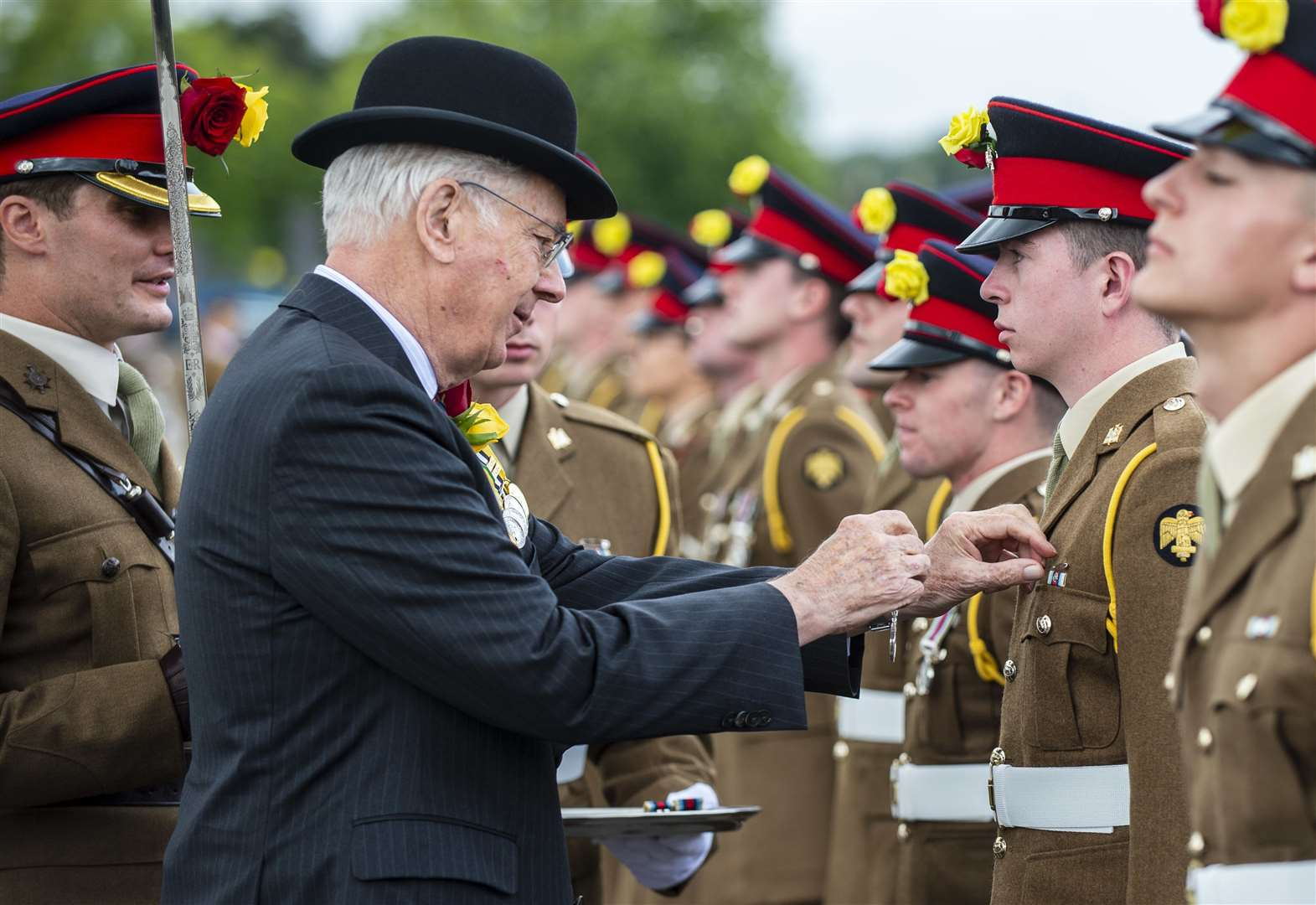
Герцог Глостерский вручает медали членам 1-го батальона R ANGLIAN в августе 2019 года.

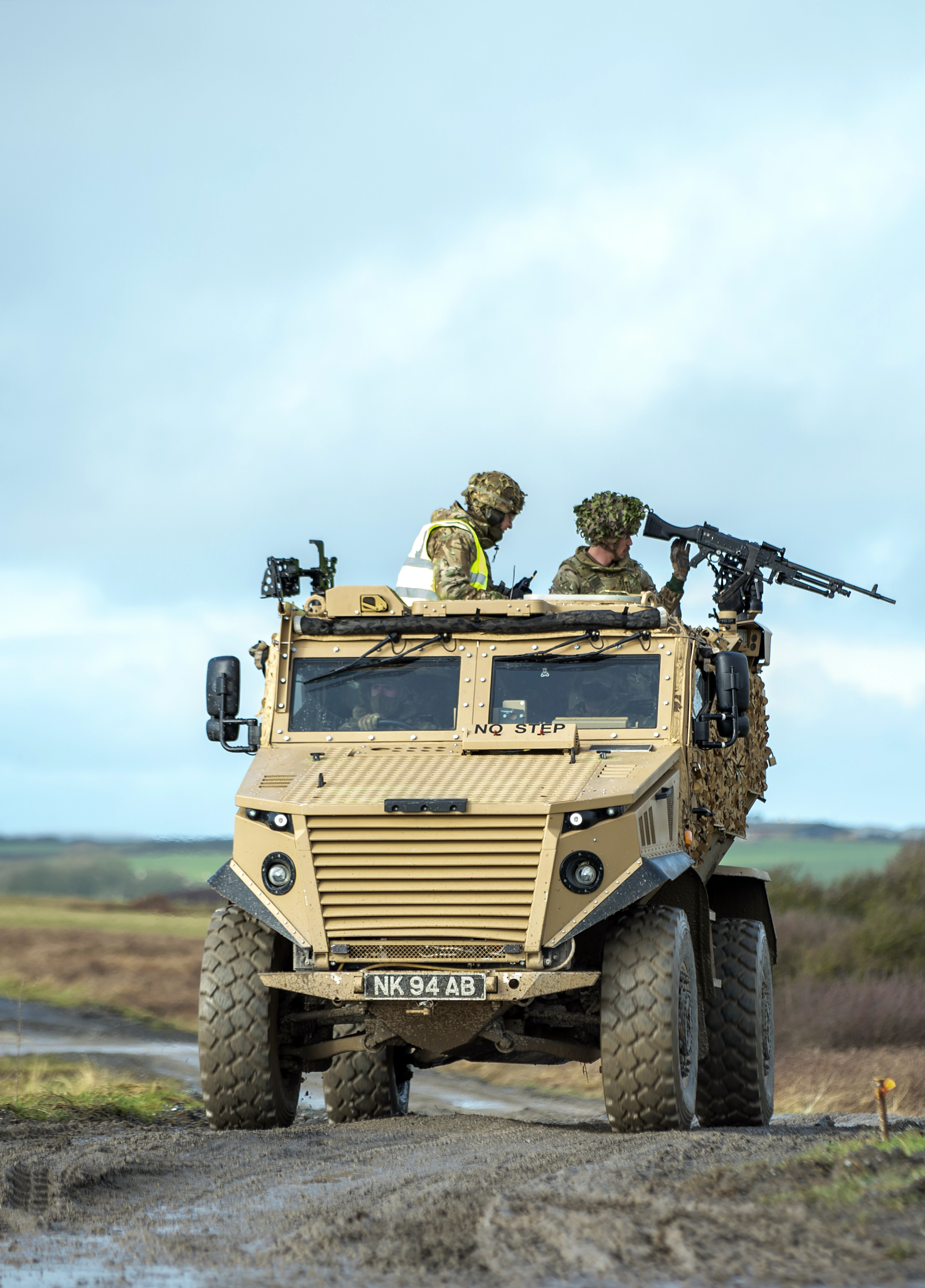
«Фоксхаунд» 2-го батальона R Anglian на учениях в Кастлмартине, графство Пембрукшир. 2021 год.

Первоначально сформированный из семи батальонов (4 в регулярной армии и 3 в территориальной армии (ТА)), полк, будучи сокращён в 1975 году с потерей 4-го (Лестерширского) батальона, уменьшился до трёх регулярных батальонов и трёх в территориальной армии. В 1992 году полк был вновь сокращён до двух регулярных и двух батальонов ТА с потерей 3-го (16/44-го пехотного) и 5-го батальонов.
Оставшийся территориальный батальон полка, Полк востока Англии, был переименован 1 апреля 2006 года в 3-й батальон Королевского английского полка в рамках реформ.
Части полка несли службу в Северной Ирландии во время борьбы против ИРА.
Во время Боснийской войны 2-й батальон был развёрнут в Боснии и Герцеговине в апреле 1994 года в составе миротворческих сил UNPROFOR. Во время тура капрал Эндрю Рейни стал одним из первых унтер-офицеров, получивших Военный крест за свои действия во время тяжёлого столкновения между 3-м взводом роты A и подразделением Армии Республики Сербской на линии противостояния к северу от маглайского пальца.
В марте 2002 года большая часть 1-го батальона была направлена в Афганистан в рамках операции «Фингал», которая включала военное руководство и предоставление контингента численностью 2000 человек коалиционным силам в Афганистане. Батальон базировался в столице Кабуле в составе Международных сил содействия безопасности (ISAF). В феврале следующего года рота «А» 2-го батальона была переброшена в Кабул и в июне была заменена ротой «С».
С марта по сентябрь 2007 года в составе 12-й механизированной бригады 1-й батальон был развёрнут в Афганистане в рамках операции «Херрик-6». Это развёртывание стало темой документального фильма Sky One «Росс Кемп в Афганистане», показанного в январе — феврале 2008 года. Также бывшим командиром была написана книга о батальоне в этом туре Attack State Red, опубликованная издательством Penguin. Они были размещены в провинции Гильменд. Боевые действия привлекли большое внимание средств массовой информации из-за жестокости боя, когда солдатам часто приходилось прибегать к использованию штыков. Батальон понёс девять потерь во время своего похода, пять в результате нападений и четыре случайных.
В ходе инцидента с дружественным огнём, о котором сообщалось 23 августа 2007 года, один из пары истребителей F-15E ВВС США, вызванных для поддержки патруля 1-го батальона в Афганистане, сбросил бомбу на тот же патруль, убив трёх человек и тяжело ранив ещё двоих. Позже выяснилось, что британскому передовому авианаводчику, который вызвал удар, не была выдана гарнитура с шумоподавлением, и в суматохе и напряжении боя он неправильно подтвердил одну неверную цифру координат, ошибочно повторенную пилотом, и бомба упала на позиции британцев в 1000 метрах от врага. Коронер на солдатском дознании заявил, что инцидент произошёл из-за «неправильного применения процедур», а не из-за индивидуальных ошибок или «безрассудства».
Без особого уведомления 1-й батальон был вновь развёрнут в провинции Гильменд в конце 2009 года, где солдаты 1-го батальона участвовали в боевых действиях, охраняя контрольно-пропускные пункты в районе Над-э-Али в центральной провинции Гильменд позже в этом году. Вместе с ними были развёрнуты подразделения родственного 3-го батальона, которые были развёрнуты в Афганистане в составе 11-й лёгкой бригады в октябре 2009 года.
1-й батальон и элементы 3-го батальона снова были развёрнуты в Афганистане в составе 12-й механизированной бригады в марте 2012 года в рамках операции «Херрик 16» на завершающей стадии конфликта.
В 2005 году 1-й батальон совершил поездку в Ирак в рамках операции «Телик 6» (Telic 6), где боевая группа отвечала за южный район операций в сельской местности Басры. Рота С (Эссекс) была выделена в качестве бригадной оперативной роты и участвовала в нескольких громких операциях по аресту.
Весной 2006 года 2-й батальон был переброшен в Ирак в составе операции Telic 8 и сформировал южную боевую группу города Басра. (Нортгемптонширская) рота С была выделена для работы в составе силового резерва и участвовала во многих громких операциях по арестам и забастовкам. Во время операции полк потерял двух солдат: 13 мая 2006 года рядовые Джозева Левайсей и Адам Моррис скончались в результате ранений, полученных в результате взрыва бомбы на дороге в Басре. Третий солдат был тяжело ранен.
Осенью 2017 года 2-й батальон Королевского английского полка был развёрнут на Кипре, взяв на себя роль регионального резервного батальона, и находился в очень высокой готовности к развёртыванию в любой точке мира. Он вернулся в казармы Кендрю в августе 2019 года.
Летом 2021 года 1-й батальон был развёрнут на Кипре и, как и 2-й батальон в предыдущие годы, взял на себя роль регионального резервного батальона, чтобы быть готовым к развёртыванию в любой точке мира. Подразделения батальона были оперативно развёрнуты в ходе операции «Изъязвление» (Pitting), помогая возвращать британских граждан и афганских беженцев после захвата Кабула талибами.

## Полковой музей
Музей Королевского английского полка находится в Имперском военном музее в Даксфорде, графство Кембриджшир.

## Полковой дух
Дух полка таков:

Мы — полк, связанный с графствами, объединённый сплоченным семейным духом. Наш подход бесклассовый, основанный на взаимном уважении и доверии, где развитие и вера в наших солдат имеют первостепенное значение. Мы — дальновидная, саморазвивающаяся и гостеприимная команда, для которой миссия остается ключевой.
Оригинальный текст (англ.)We are a county based Regiment bound together by a closely-knit family spirit. Our approach is classless, based on mutual respect and trust, where developing and believing in our soldiers is paramount. We are a forward looking, self-starting and welcoming team for whom the mission remains key.

## Состав
В 1995 году каждый батальон переименовал свои роты, чтобы увековечить свою родословную от старых графских полков. Текущая структура выглядит следующим образом:
1-й батальон (1st Battalion, The Royal Anglian Regiment «The Vikings»)
- (Королевская норфолкская) рота А (A (Royal Norfolk) Company)
- (Саффолкская) рота B (B (Suffolk) Company)
- (Эссекская) рота C (C (Essex) Company)
- (Кембриджширская) рота D (D (Cambridgeshire) Company)

1-й батальон действует в роли легкой пехоты в составе Британских вооружённых сил на Кипре (British Forces Cyprus) и базируется в казармах Александра в Декелии, Кипр.
2-й батальон (2nd Battalion, The Royal Anglian Regiment «The Poachers»)
- (Королевская линкольнширская) рота A (A (Royal Lincolnshire) Company)
- (Королевская лестерширская) рота B (B (Royal Leicestershire) Company)
- (Нортгемптонширская) рота C (C (Northamptonshire) Company)
- (Бедфордширско-хартфордширская) рота D (D (Bedfordshire and Hertfordshire) Company)
- (Ратлендская) штабная рота (HQ (Rutland) Company)[22]

2-й батальон действует в роли лёгкой механизированной пехоты в составе 7-й лёгкой механизированной бригады и в настоящее время базируется в казармах Кендрю, Коттесмор.
3-й батальон (3rd Battalion, The Royal Anglian Regiment «The Steelbacks»)
- 1-я (норфолкская) рота (1 (Norfolk) Company)
- 2-я (лестерширско-нортгемптонширская) рота (2 (Leicestershire & Northamptonshire) Company)
- 3-я (эссексская) рота (3 (Essex) Company)
- 4-я (линкольнширская) рота (4 (Lincolnshire) Company)
- (Саффолкскао-кембриджширская) штабная рота (HQ (Suffolk & Cambridgeshire) Company)

3-й батальон действует в роли лёгкой пехоты при 7-й лёгкой механизированной бригаде и базируется в Бери-Сент-Эдмундсе.

## Традиции

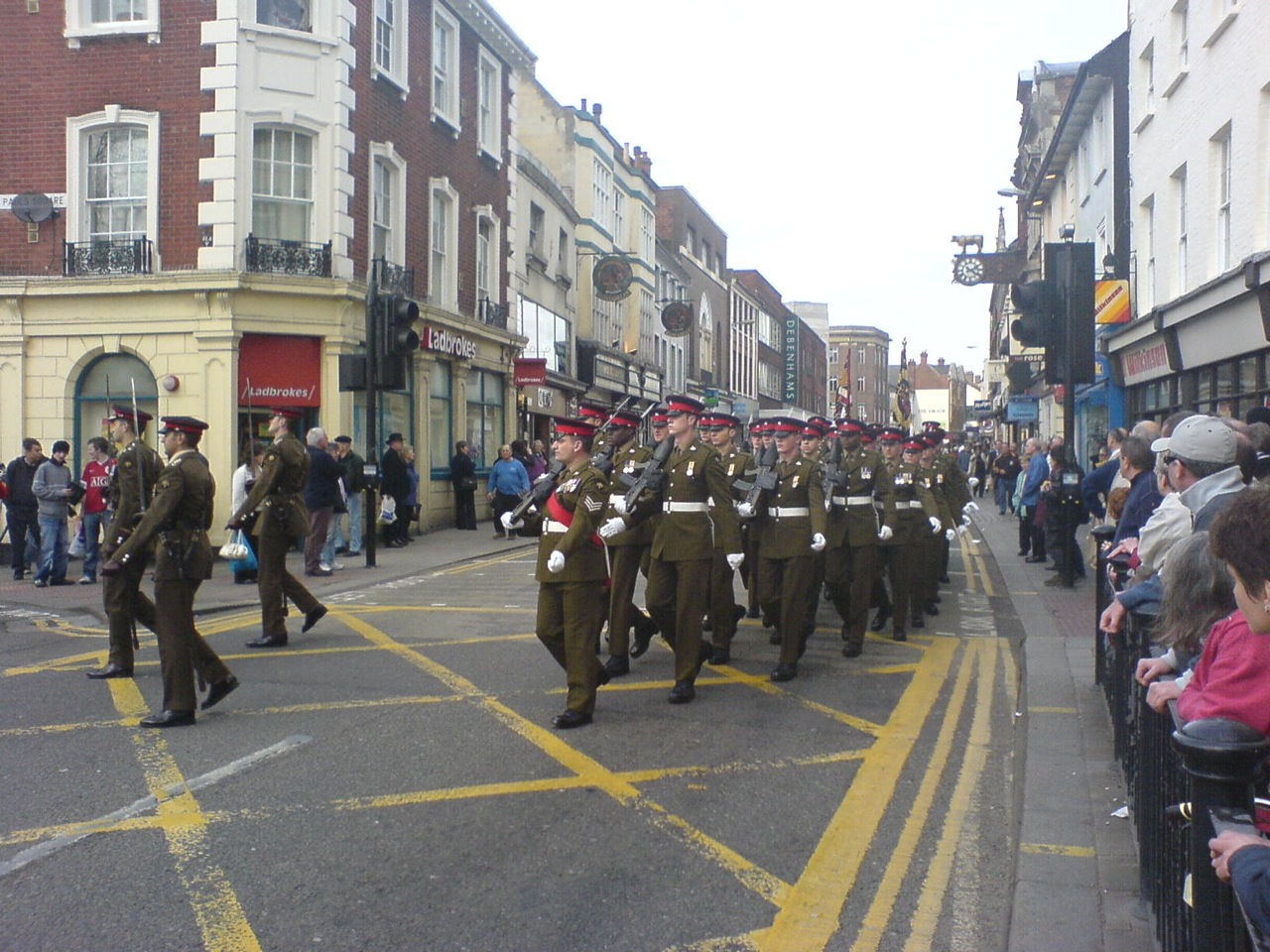
Марш в Бедфорде.

### Полковые марши
Полковые марши выглядят следующим образом:
- Полковой быстрый марш: Rule Britannia и Speed the Plough
- Полковой медленный марш: The Northamptonshire

### Полковые дни
- 1 сентября — день формирования Королевского английского полка.
- 1 августа — день Миндена 1-го батальона (в честь Сражения у Миндена).
- 27 июля — день Талаверы 2-го батальона (в честь Битвы при Талавере).

Празднуется батальонами индивидуально:
- 2-й батальон: 10 февраля — День Собраона
- 1-й батальон: 17 марта — День Святого Патрика
- 1-й батальон: 25 апреля — День Альмансы
- 2-й батальон: 25 июня — День Индостана
- 1-й батальон: 27 июня — День Деттингена
- 1-й батальон: 22 июля — День Саламанки
- 2-й батальон: 27 июля — День Талаверы
- 1-й батальон: 1 августа — День Миндена
- 2-й батальон: 13 августа — День Бленхейма[24]

### Униформа
Значок на кепиЗначок на кепи состоит из серебряной восьмиконечной звезды, на которой изображен Гибралтарский замок со свитком, на котором золотом написано ROYAL ANGLIAN. Полки Саффолка, Эссекса и Нортгемптоншира участвовали в Большой осаде Гибралтара с 1779 по 1783 год.
Берет1-й батальон Королевского Норфолкского полка присоединился к 24-й гвардейской независимой бригадной группе в 1942 году; гвардейские офицеры носили берет цвета хаки, и норфолки приняли его в то время. Берет вышел из употребления после войны, но был вновь принят на вооружение в 1960 году и продолжает использоваться. Он был принят на вооружение остальными частями Королевского английского полка в 1970 году, и его ношение распространилось на прапорщиков. В 1976 году полк полностью перешел на береты цвета хаки.
Чёрная нашивкаЧёрная нашивка за значком на фуражке посвящена погребению сэра Джона Мура в Корунье в 1809 году офицерами и рядовыми 9-го пехотного полка (который позже стал Норфолкским полком, арьергардом отступающих британских экспедиционных сил).
Цветные нашивки тактического распознавания1-й батальон носит          красно-желтую минденскую нашивку (Tactical recognition flash). Он происходит от Суффолкского полка, который принял его после Дюнкеркской операции; он символизирует красную и жёлтую розы в битве при Миндене. 2-й батальон носит              чёрно-жёлто-чёрную форму Бедфордширского и Хартфордширского полка. 3-й батальон носит полковые цвета:              синий, красный и жёлтый.
ОрёлОрёл Саламанки носится на левом рукаве туник № 1 и № 2. Это точная копия штандарта 62-го французского императорского орла, который был захвачен 2/44-м пехотным полком (Восточный Эссекс) в битве при Саламанке во время Пиренейских войн. Британская армия захватила в общей сложности шесть наполеоновских орлов (два при Саламанке, два при Мадриде и два при Ватерлоо), четыре из которых были взяты штыком. Оригинальный орёл до сих пор хранится в музее Эссекского полка и демонстрируется в 1-м батальоне в День Саламанки.
Значки на воротнике1-й батальон носит фигуру Британии, наложенную на замок и ключ. Британия была вручена Королевскому Норфолкскому полку за службу в битве при Альмансе, а замок был нагрудным знаком Суффолкского полка в память об осаде Гибралтара. 2-й батальон носит Сфинкса, под которым находится свиток с надписью «Талавера». Сфинкс — из Королевских Линкольнширских полков, служивших в Египте, «Талавера» — из знаменитой победы нортгемптонцев в этой битве. 3-й батальон носит значок на фуражке в качестве значка на воротнике.
РемешкиНашивка 1-го батальона Королевского Норфолкского полка жёлтого цвета. 2-й батальон носит чёрное в память о Нортгемптонширском полку. 3-й батальон носит чёрно-жёлтую нашивку бывшего Бедфордширского и Хартфордширского полка.
ПуговицыВсе чины носят пуговицы Королевского Лестерширского полка — тигра, окружённого неразорванным лавровым венком. Тигр изображён в память о полках, отличившихся в кампании в Индии, венок посвящён сражению при Принстоне в американской войне за независимость.

### Оркестр
Первое упоминание о оркестре в составе Нортгемптонширского полка было зафиксировано в 1798 году, во время которого «был нанят немецкий дирижёр». Военные оркестры продолжали работать в этом полку на протяжении многих лет после того, как батальоны территориальной армии бывших полков были объединены. В 1986 году в группу были набраны первые женщины из Женского королевского армейского корпуса. В 1996 году 5-й батальон Королевского английского полка был реорганизован, и совет полка принял решение сохранить оркестр под названием «Оркестр Королевского английского полка» после объединения регулярных королевских английских оркестров в оркестры Дивизии королевы (Bands of the Queen’s Division).

## Преемственность
| 1880 | Реформы Чайлдерса 1881 | Переименование 1921 | Оборонная белая книга 1957 | Оборонная белая книга 1966                               | 1990                                                     | Оборонная белая книга 2003                               |
| --- | --- | --- | --- | -------------------------------------------------------- | -------------------------------------------------------- | -------------------------------------------------------- |
| 9-й (восточнонорфолкский) пехотный полк (9th (East Norfolk) Regiment of Foot)                                        | Норфолкский полк (The Norfolk Regiment), переименован в 1935: Королевский норфолкский полк (The Royal Norfolk Regiment)                                                               | Норфолкский полк (The Norfolk Regiment), переименован в 1935: Королевский норфолкский полк (The Royal Norfolk Regiment)                                                               | 1-й восточноанглийский полк (Королевский норфолкско-суффолкский) (1st East Anglian Regiment (Royal Norfolk and Suffolk))                                                                                 | Королевский английский полк (The Royal Anglian Regiment) | Королевский английский полк (The Royal Anglian Regiment) | Королевский английский полк (The Royal Anglian Regiment) |
| 12-й (восточносуффолкский) пехотный полк (Королевский норфолкско-суффолкский) (12th (East Suffolk) Regiment of Foot) | Суффолкский полк (The Suffolk Regiment) | Суффолкский полк (The Suffolk Regiment) | 1-й восточноанглийский полк (Королевский норфолкско-суффолкский) (1st East Anglian Regiment (Royal Norfolk and Suffolk))                                                                                 | Королевский английский полк (The Royal Anglian Regiment) | Королевский английский полк (The Royal Anglian Regiment) | Королевский английский полк (The Royal Anglian Regiment) |
| 10-й (северолинкольнский) пехотный полк (10th (North Lincoln) Regiment of Foot)                                      | Линкольнширский полк (Королевский норфолкско-саффолкский) (The Lincolnshire Regiment). В 1946 году переименован в: Королевский линкольнширский полк (The Royal Lincolnshire Regiment) | Линкольнширский полк (Королевский норфолкско-саффолкский) (The Lincolnshire Regiment). В 1946 году переименован в: Королевский линкольнширский полк (The Royal Lincolnshire Regiment) | 2-й восточноанглийский полк (собственный герцогини Глостерской линкольнширско-нортгемптонширский полк) (2nd East Anglian Regiment (Duchess of Gloucester’s Own Royal Lincolnshire and Northamptonshire)) | Королевский английский полк (The Royal Anglian Regiment) | Королевский английский полк (The Royal Anglian Regiment) | Королевский английский полк (The Royal Anglian Regiment) |
| 48-й (нортгемптонширский) пехотный полк (48th (Northamptonshire) Regiment of Foot)                                   | Нортгемптонширский полк (The Northamptonshire Regiment) | Нортгемптонширский полк (The Northamptonshire Regiment) | 2-й восточноанглийский полк (собственный герцогини Глостерской линкольнширско-нортгемптонширский полк) (2nd East Anglian Regiment (Duchess of Gloucester’s Own Royal Lincolnshire and Northamptonshire)) | Королевский английский полк (The Royal Anglian Regiment) | Королевский английский полк (The Royal Anglian Regiment) | Королевский английский полк (The Royal Anglian Regiment) |
| 58-й (ратлендширский) пехотный полк (58th (Rutlandshire) Regiment of Foot)                                           | Нортгемптонширский полк (The Northamptonshire Regiment) | Нортгемптонширский полк (The Northamptonshire Regiment) | 2-й восточноанглийский полк (собственный герцогини Глостерской линкольнширско-нортгемптонширский полк) (2nd East Anglian Regiment (Duchess of Gloucester’s Own Royal Lincolnshire and Northamptonshire)) | Королевский английский полк (The Royal Anglian Regiment) | Королевский английский полк (The Royal Anglian Regiment) | Королевский английский полк (The Royal Anglian Regiment) |
| 16-й (бедфордширский) пехотный полк (16th (Bedfordshire) Regiment of Foot)                                           | Бедфордширский полк (The Bedfordshire Regiment), в 1919 году переименован в: Бедфордширско-хартфордширский полк (The Bedfordshire and Hertfordshire Regiment)                         | Бедфордширский полк (The Bedfordshire Regiment), в 1919 году переименован в: Бедфордширско-хартфордширский полк (The Bedfordshire and Hertfordshire Regiment)                         | 3-й восточноанглийский полк (16-й/44-й пехотный) (3rd East Anglian Regiment (16th/44th Foot)) | Королевский английский полк (The Royal Anglian Regiment) | Королевский английский полк (The Royal Anglian Regiment) | Королевский английский полк (The Royal Anglian Regiment) |
| 44-й (восточноэссекский) пехотный полк (44th (East Essex) Regiment of Foot)                                          | Эссекский полк (The Essex Regiment) | Эссекский полк (The Essex Regiment) | 3-й восточноанглийский полк (16-й/44-й пехотный) (3rd East Anglian Regiment (16th/44th Foot)) | Королевский английский полк (The Royal Anglian Regiment) | Королевский английский полк (The Royal Anglian Regiment) | Королевский английский полк (The Royal Anglian Regiment) |
| 56-й (восточноэссекский) пехотный полк (56th (West Essex) Regiment of Foot)                                          | Эссекский полк (The Essex Regiment) | Эссекский полк (The Essex Regiment) | 3-й восточноанглийский полк (16-й/44-й пехотный) (3rd East Anglian Regiment (16th/44th Foot)) | Королевский английский полк (The Royal Anglian Regiment) | Королевский английский полк (The Royal Anglian Regiment) | Королевский английский полк (The Royal Anglian Regiment) |
| 17-й (лестерширский) пехотный полк (17th (Leicestershire) Regiment of Foot)                                          | Лестерширский полк (The Leicestershire Regiment), в 1946 году переименован в: Королевский лестерширский полк (The Royal Leicestershire Regiment)                                      | Лестерширский полк (The Leicestershire Regiment), в 1946 году переименован в: Королевский лестерширский полк (The Royal Leicestershire Regiment)                                      | Лестерширский полк (The Leicestershire Regiment), в 1946 году переименован в: Королевский лестерширский полк (The Royal Leicestershire Regiment)                                                         | Королевский английский полк (The Royal Anglian Regiment) | Королевский английский полк (The Royal Anglian Regiment) | Королевский английский полк (The Royal Anglian Regiment) |

## Дружественные подразделения
Полк поддерживает дружественные связи с:
- Канада – Линкольнским и велландским полком[англ.]
- Канада – Эссекским и кентским шотландским полком[англ.]
- Канада – Шотландским полком Верхних озёр[англ.]
- Канада – Шербрукским гусарским полком[англ.]
- Австралия – Королевским тасманским полком[англ.]
- Новая Зеландия – Оклендским (собственным графини Рэнферли) и Нортлендским полком[англ.]
- Пакистан – 5-й батальон полка пограничных войск[англ.]
- Малайзия – 1-й батальон Королевского малазийского полка[англ.]
- Барбадос – Барбадосским полком
- ЮАР – Махандским полком[англ.]
- ЮАР – Полком генерала де ла Рея
- ЮАР – Махандским полком[англ.]
- ЮАР – Полком генерала де ла Рея
- Бермуды – Королевский бермудский полк[англ.]
- Гибралтар – Королевский гибралтарский полк[англ.]
- Белиз – Вооружённые силы Белиза
- Великобритания – HMS St Albans (F83)[англ.]

## В культуре
В 1989 году оркестр и пятьдесят членов старого 3-го батальона были показаны в начальных и заключительных эпизодах исторического ситкома Би-би-си «Чёрная Гадюка идёт вперёд»: все онив месте с актёрами Роуэном Аткинсоном, Хью Лори, Стивеном Фраем, Тони Робинсоном и Тимом Макиннерни были одеты в форму периода Первой мировой войны и маршировали под The British Grenadiers и музыкальную тему сериала «Чёрная Гадюка». Ситком был снят на натуре в бывших кавалерийских казармах Колчестера.